# British Retail Consortium

Logo des Verbands

Das British Retail Consortium (oder auch BRC) ist ein 1992 gegründeter Wirtschaftsverband von britischen Einzelhandelsunternehmen. Sein Hauptsitz ist in London, es gibt einen Regionalverband in Schottland und eine Repräsentanz bei der EU in Brüssel. 

## Aufgaben
Die Vereinigung vertritt die Interessen ihrer Mitglieder gegenüber Regierungen, Behörden und EU-Institutionen. Ihre Aufgaben besteht erstens in klassischer Lobby-Arbeit: Die Vertreter des British Retail Consortium nehmen Einfluss auf die Gesetzgebung, beispielsweise in Fragen des Feuerschutzes oder bei einer Anhebung der Mindestlöhne, um Kosten von seinen Mitgliedern abzuwenden. Das British Retail Consortium sammelt und veröffentlicht Informationen beispielsweise über die Preisentwicklung im Einzelhandel. Es führt außerdem auf den Einzelhandel bezogene Kampagnen zu einzelnen Themen wie Kriminalität, Umweltschutz oder gesunde Ernährung durch.    
Die Organisation definiert die von mehreren Handelsketten als verbindlich festgelegten Regelwerke für Lieferanten in der Lebensmittelindustrie wie den BRC Global Standard und die Regelwerke BRCGS (für Hersteller von Verpackungsmittel zur primären Lebensmittelverpackung) sowie BRC Consumer Products.

## Praktische Bedeutung
In- und ausländische Lebensmittelproduzenten, die für die einflussreichen britischen Einzelhandelsketten (Tesco, Marks&Spencer etc.) Eigenmarken herstellen, sind faktisch zu einer BRC-Zertifizierung gezwungen, andernfalls kommt kein Geschäft zustande. In Deutschland wird die BRC-Zertifizierung durch akkreditierte Zertifizierer, z. B. Intertek, die Deutsche Gesellschaft zur Zertifizierung von Qualitätsmanagementsystemen (DQS) oder die IFTA AG Berlin, angeboten.